# アバロン空港
アバロン空港（アバロンくうこう、英: Avalon Airport）は、オーストラリア連邦ビクトリア州メルボルンの西55km、ジーロングの北東25km にあるアバロンに位置する空港であり、2004年以来メルボルンで二番目に利用者の多い空港である。
格安航空会社であるジェットスター航空のハブ空港であり、大陸部他州都への便が発着する。親会社のカンタス航空の重整備基地がある。
西暦の奇数年に、オーストラリア国際航空ショーが開催される。
メルボルン市内（サザン・クロス駅）、ジーロングから定期連絡バスが運行されている。

## ギャラリー

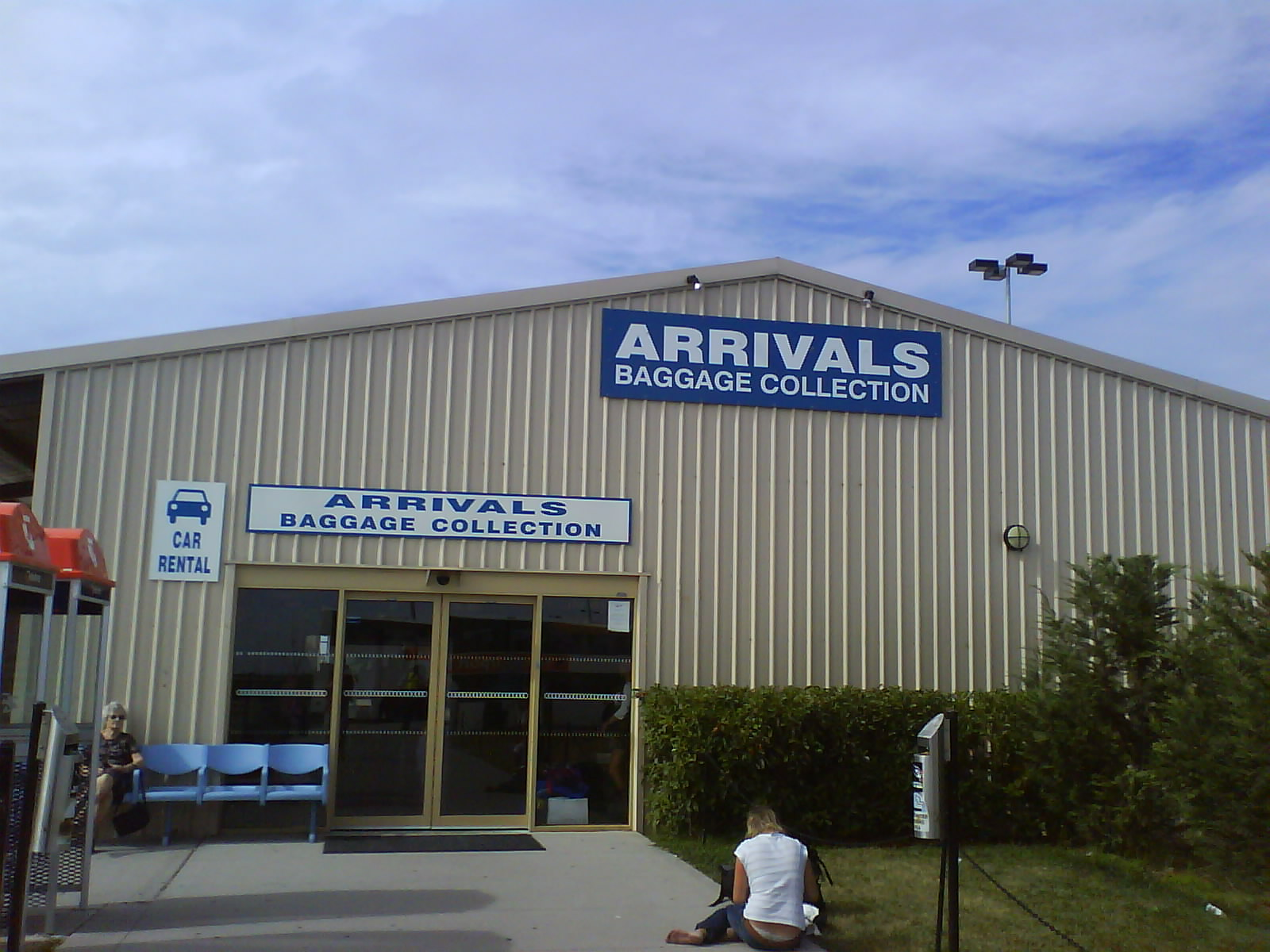
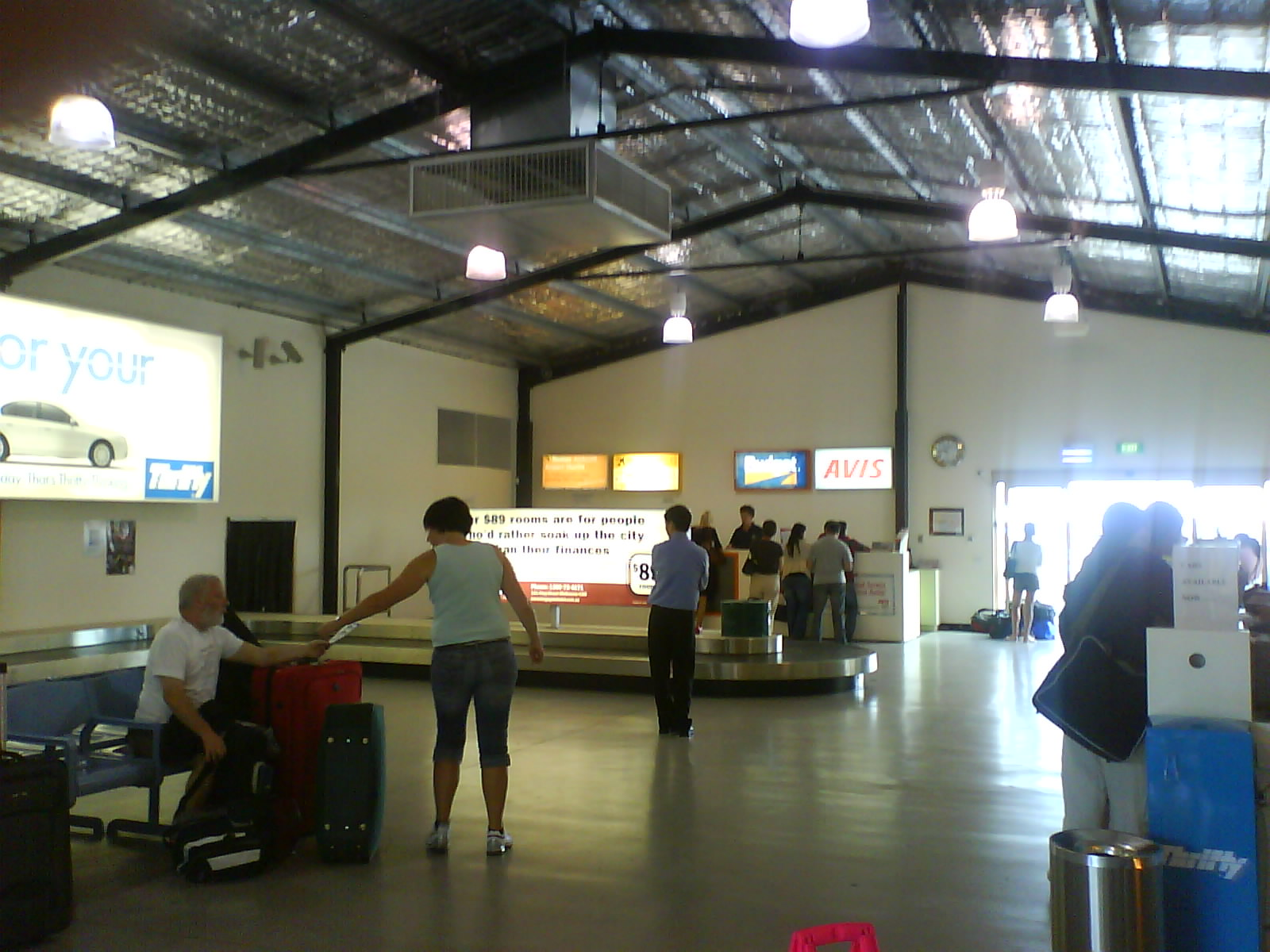
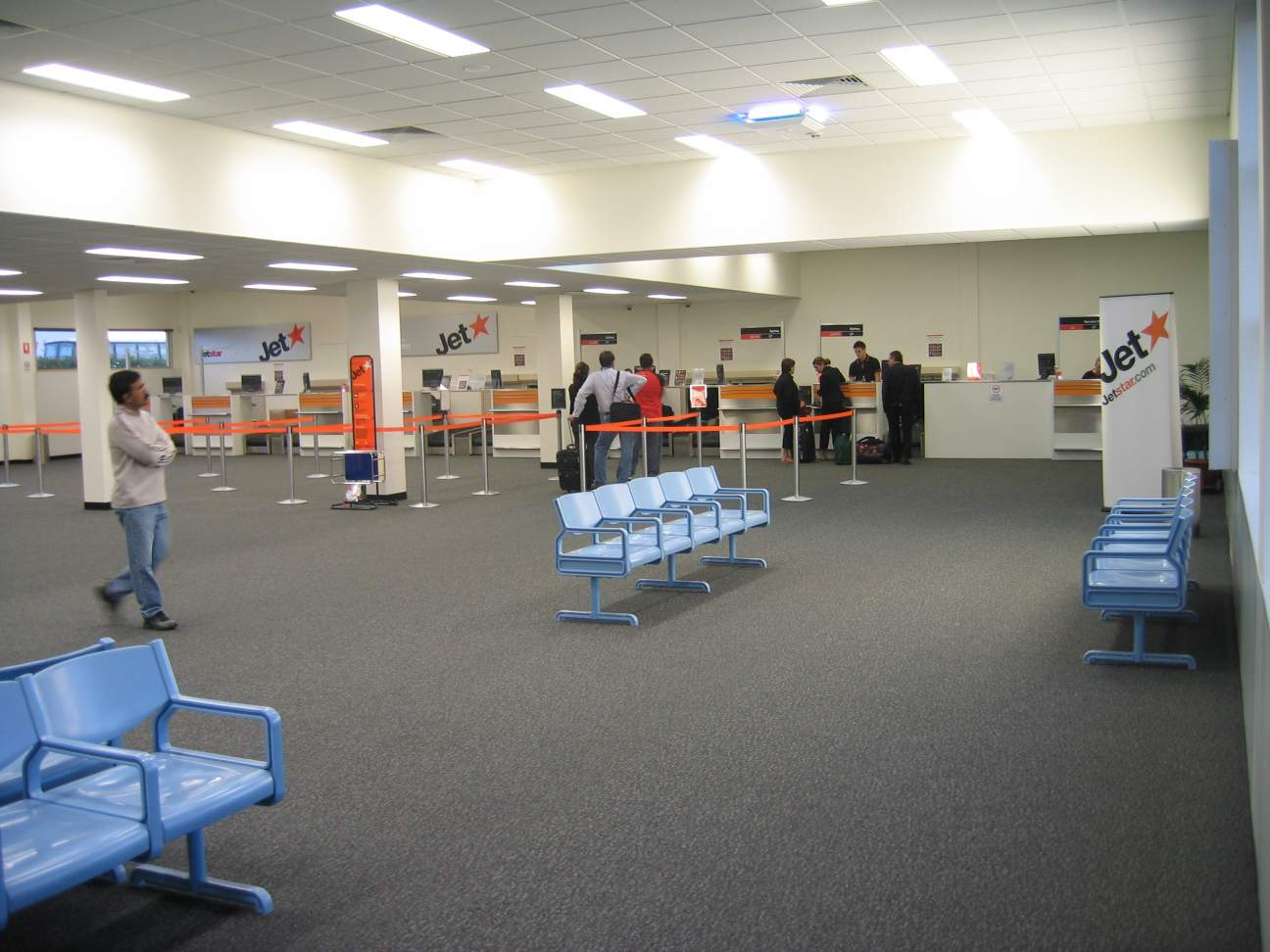
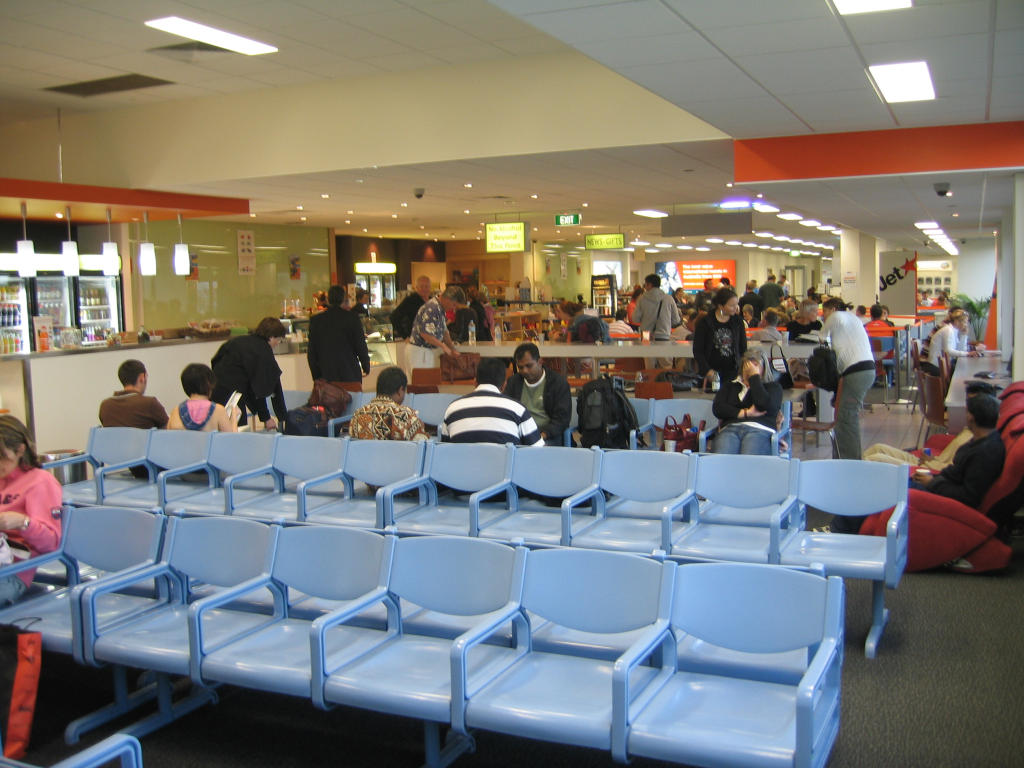
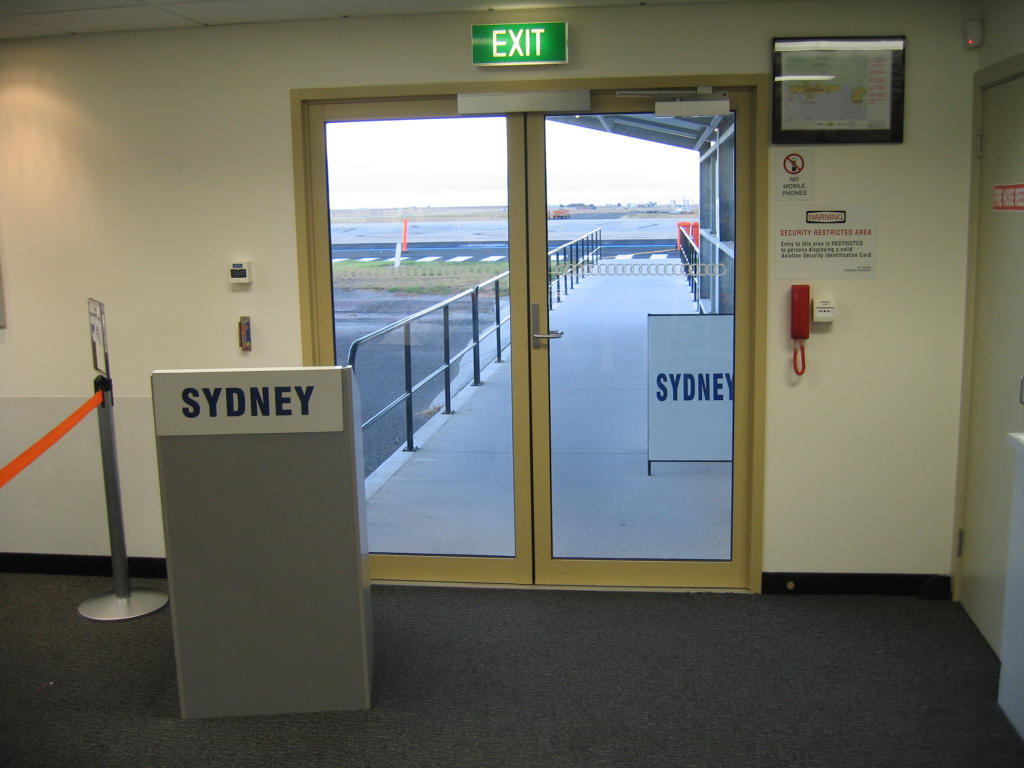
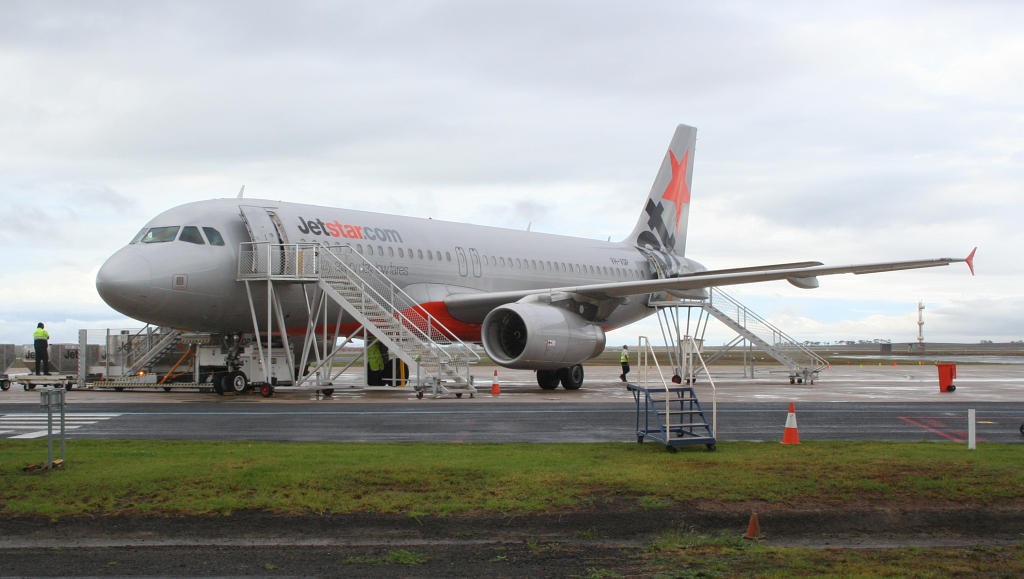

## 就航路線
| 航空会社           | 就航地                                           |
| ------------------ | ------------------------------------------------ |
| ジェットスター航空 | シドニー、アデレード、ゴールドコースト、ホバート |
| エアアジアX        | クアラルンプール                                 |